# San Luis (district)
Pour les articles homonymes, voir San Luis.
Le district de San Luis est un des districts de la province de Lima, au Pérou. Il correspond à la banlieue Est de la ville de Lima.